# 雅雅和卓
馬哈麻特·雅雅（？—1694年10月），一般稱作雅雅和卓（波斯文：خواجہ یحیی），伊達雅圖勒拉之子，17世纪末葉爾羌汗國喀什噶爾地區的伊斯兰教白山派和卓。祖先為中亞費爾干納地區人瑪哈圖木·阿雜木。
1680年，雅雅和卓之父伊達雅圖勒拉在蒙古準噶爾部的支持下，成為喀什噶爾、葉爾羌一帶（今新疆喀什地區）的伊斯蘭宗教領袖。雅雅和卓則駐守白山派在西域的大本營喀什噶爾（今喀什市）。1682年之後，白山派與葉爾羌世俗政權的矛盾日益激化，雅雅和卓積極介入其父與葉爾羌汗馬哈麻特額敏之間的政治鬥爭，在其父的授意下平定了一場叛亂。1692年，額敏汗計劃消滅白山派，雅雅和卓率軍從喀什噶爾奔赴葉爾羌（今莎車縣）援助其父。額敏汗兵敗被殺，伊達雅圖勒拉成為葉爾羌、喀什噶爾一帶的實際統治者。此時雅雅和卓也在喀什噶爾自立為汗。
1694年初，伊達雅圖勒拉在葉爾羌去世。伊達雅圖勒拉的後妻哈尼木·帕的沙（葉爾羌汗額敏之妹）憑藉王族血統，欲擁立自己的兒子瑪哈氐和卓繼承葉爾羌汗位。雅雅和卓作為伊達雅圖勒拉的長子、喀什噶爾的統治者，隨即與哈尼木·帕的沙展開了爭奪葉爾羌統治權的戰爭。當年10月，雅雅和卓死於哈尼木·帕的沙的暗殺。雅雅和卓的子女和追隨者也遭到屠殺，但有一子瑪罕木特（又名阿哈瑪特）被藏匿到山洞裡而得以倖存。到了策妄阿拉布坦統治天山南路時期，瑪罕木特被帶到伊犁附近的額林哈畢爾噶囚禁。瑪罕木特有二子：波羅尼都、霍集占，即發動大小和卓之亂的“大小和卓兄弟”。
家族世系
- 祖父：瑪木特玉素布
- 父：伊達雅圖勒拉（阿帕克和卓）
- 子：瑪罕木特（阿哈瑪特）
- 孫：波羅尼都、霍集占
- 曾孫：薩木薩克